# Citroën ZX
La Citroën ZX è un'autovettura di classe media prodotta dal 1991 al 1998 dalla casa automobilistica francese Citroën. Le sue evoluzioni previste per il mercato cinese sono state prodotte fino al 2012.

## Storia
La ZX nacque con l'intento di realizzare una vettura che fosse inseribile a tutti gli effetti nel segmento C del mercato automobilistico.

### Genesi
Fu infatti nel 1986 che venne avviato il progetto N2, volto alla realizzazione di una nuova, vera vettura di segmento C. Per vagliare più possibilità, il disegno della vettura non venne affidato solo al Centro Stile interno, ma anche a Bertone. Quest'ultimo, propose ben presto un primo prototipo molto spigoloso (vedi foto) le cui linee vennero scartate come soluzione per questa vettura, ma sarebbero state riprese di lì a pochissimo per l'ammiraglia XM. Nel frattempo, al Centro Stile Citroën di Vélizy, l'équipe guidata dall'italiano Donato Coco realizzò due modelli che nelle linee ricordavano molto la "nostra" Fiat Tipo. Ma di lì a poco, le linee vennero evolute per dare luogo a prototipi quasi definitivi (vedi foto). Ciò avvenne in collaborazione con Bertone, al quale è attribuita la paternità stilistica della futura "media" Citroën.

Si arrivò così al 1990, anno in cui venne resa nota la denominazione definitiva della vettura: ZX. Per dimostrare la validità della vettura al pubblico, ancor prima della sua presentazione ufficiale, alcuni esemplari di ZX vennero iscritti ad alcune gare di rally in terra africana ed in Spagna. Qui, dove i tracciati sono a dir poco massacranti, la ZX Rallye-Raid (così si chiamavano le ZX trasformate per tali competizioni) seppe ottenere nel 1990 le prime di una lunga serie di vittorie.

### Debutto
Le vittorie sportive ottenute dalla ZX prima ancor del suo lancio ufficiale furono senza dubbio un ottimo biglietto da visita, ma alla presentazione ufficiale, avvenuta nel marzo del 1991 a Salone di Ginevra, non furono pochi quelli che ne criticarono la linea, ritenuta troppo anonima rispetto ai canoni anticonformistici della Casa francese. In ogni caso, la commercializzazione della ZX venne avviata subito dopo la presentazione, nella sola variante berlina a due volumi e cinque porte.

#### Linea ed interni
La linea della ZX era in effetti piuttosto anonima e forse non rendeva giustizia ad un modello che probabilmente avrebbe meritato di più, se non altro per essere stato la prima vera Citroën in grado di affrontare lo strapotere di Golf, Escort e anche Opel Kadett.

Il frontale era caratterizzato da una calandra liscia ai cui lati erano posti i due gruppi ottici rettangolari. Una linea di fiancata piuttosto spigolosa, caratterizzata dai tipici passaruota posteriori parzialmente carenati, come nella migliore tradizione della Casa. Semplicità di linee anche nella coda, dove trovavano posto i fari di forma quadrata.

Semplicità e razionalità anche nelle linee di plancia e cruscotto, di immediata leggibilità e con strumentazione e comandi che in generale potevano definirsi di facile individuazione.

#### Meccanica e motorizzazioni
Il pianale utilizzato della ZX è in generale indicato come il capostipite di una serie di evoluzioni che avrebbero portato ad altri modelli del Gruppo PSA, in primo luogo la Peugeot 306, il multispazio Berlingo prima serie e la stessa erede della ZX. In realtà, però, il pianale della ZX, pur proponendo alcune novità, non era del tutto nuovo: infatti, per contenere i costi di produzione, i progettisti Citroën hanno realizzato il pianale della nuova vettura partendo da quello della Peugeot 305, la berlina media proposta fino a pochi anni prima. Tutto ciò, unito al fatto che la ZX non montava i tipici ammortizzatori idropneumatici (presenti invece sulla ben più antiquata GS) poteva far storcere il naso agli estimatori della tecnologia Citroën degli anni precedenti. Ma in realtà anche la ZX proponeva una novità quasi del tutto inedita a livello mondiale, vale a dire il retrotreno autodirezionale, grazie al quale la ZX poteva surclassare molte delle sue concorrenti a livello di maneggevolezza. Fino a quel momento, l'unico modello al mondo che poteva vantare una simile soluzione tecnica era la coupé giapponese Honda Prelude. Rimanendo sempre sul retrotreno, la geometria utilizzata era a barre di torsione. L'avantreno seguiva invece la classica soluzione di tipo MacPherson. Quanto all'impianto frenante, la ZX montava in generale la soluzione mista, con dischi all'avantreno e tamburi al retrotreno, tranne che nella versione di punta, che invece montava i dischi anche posteriormente.

Al suo debutto, la ZX fu proposta in quattro motorizzazioni, tutte a benzina e tutte inizialmente sprovviste di catalizzatore. Anzi, le due motorizzazioni di base prevedevano per i primi mesi di produzione addirittura il carburatore, poi soppiantato dall'alimentazione ad iniezione.
- 1.1: motore TU1 da 1124 cm³ e 60 CV di potenza massima. Tale motore non fu previsto per alcuni mercati, tra cui quello italiano;
- 1.4: motore TU3 da 1360 cm³ e 75 CV di potenza massima;
- 1.6: motore XU5 da 1580 cm³ e 90 CV di potenza massima;
- 1.9: motore XU9 da 1905 cm³ e 130 CV di potenza massima. Al debutto era l'unico modello a montare i freni a disco posteriori.

Tali motorizzazioni erano tutte accoppiate ad un cambio manuale a 5 marce.

#### Allestimenti
Al debutto, la ZX era disponibile in quattro livelli di allestimento:
- Reflex, previsto per i motori 1.1 e 1.4;
- Avantage, previsto per il motore 1.4;
- Aura, previsto per il motore 1.6 e, in alcuni mercati tra cui il nostro, anche per il motore 1.4;
- Volcane, previsto unicamente per il motore 1.9.

### Evoluzione

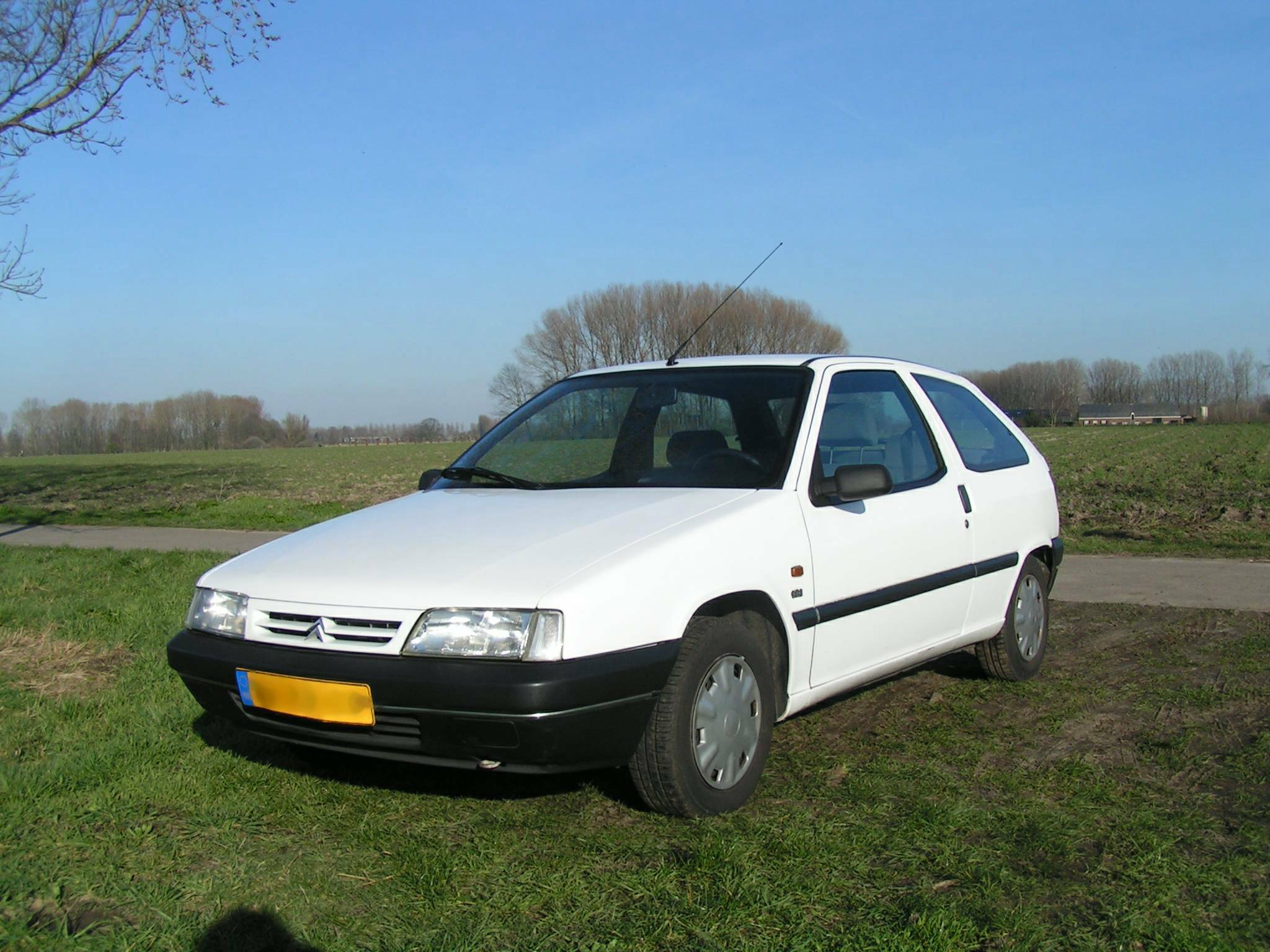
Una ZX post-restyling

Durante il 1992 la gamma ZX venne dotata di catalizzatore per soddisfare la normativa Euro 1 che sarebbe entrata in vigore a partire dal 1º gennaio dell'anno seguente. Così facendo, il 1.9 perse alcuni CV, scendendo a quota 120. In ogni caso, fino alla fine dell'anno rimasero disponibili anche le motorizzazioni non catalizzate con le potenze originarie. Sempre durante il 1992, vennero introdotte tre nuove motorizzazioni: esordirono infatti il 1.8 monoalbero da 101 CV, il 2.0 monoalbero da 121 CV ed il 2.0 bialbero da 152 CV. Quest'ultimo motore equipaggiava la ZX 2.0 16v che si piazzò al top della gamma ZX. Ed ancora nel 1992, con l'arrivo di queste nuove versioni, fu introdotta la variante di carrozzeria a 3 porte, più sportiveggiante e riservata unicamente alle ZX 1.8 e 2.0 16v. Contemporaneamente venne cancellato il ivello di allestimento Reflex, mentre il 1.8 adottò un nuovo livello di allestimento denominato Furio e il 2.0 16v ebbe un allestimento specifico.
Nel 1993, la carrozzeria a 3 porte fu estesa anche alla versione 1.4 e alle nuove versioni 1.9 D e 1.9 TD, prime ZX a gasolio, rispettivamente equipaggiate con un 1.9 aspirato da 64 CV ed un 1.9 turbodiesel da 92 CV. A partire dallo stesso anno, la 1.8 e la 1.9 potevano essere ordinate anche con cambio automatico a 4 rapporti. In questo stesso anno il designer svizzero Franco Sbarro realizzò una propria versione della vettura. Denominata Onyx ZX, era dotata di una linea aerodinamica modificata con un nuovo body kit.
Nel 1994 venne introdotta la versione Break, che avrebbe raccolto un buon consenso commerciale: la coda ridisegnata permetteva una maggior capienza del bagagliaio.
Nel 1995, la ZX usufruì di un leggero restyling che ne aggiornò alcuni particolari, specie nel frontale: la calandra fu ridisegnata per dare un tocco di personalità in più alla vettura, e ricordava le Fukang, cioè le ZX prodotte in Cina per il mercato locale. Anche i paraurti furono oggetto di aggiornamenti. Meccanicamente non vi furono grosse novità di rilievo, mentre venne cancellato l'allestimento Volcane.

Nel 1996, cambiarono del tutto i nomi degli allestimenti: Avantage venne sostituito dal livello X, mentre il livello Aura divenne SX. Sparì invece il livello Furio, mentre per quanto riguarda i motori, vennero introdotti due nuovi motori: il 1.8 bialbero da 110 CV sostituì il vecchio monoalbero da 101, mentre il nuovo 2 litri da 167 CV sostituì quello da 152 utilizzato fino a quel momento.

Nel 1997, la ZX berlina fu pensionata per lasciare il posto alla Citroën Xsara, dal design più moderno. La Break le sopravvisse di qualche mese fino all'inizio del 1998, per poi essere sostituita dalla corrispondente versione Break della Xsara. Le vendite della ZX non furono enormi, ma neppure a livelli di fiasco commerciale, dal momento che la produzione totale arrivò a superare gli 1,7 milioni di unità.

#### La ZX Break

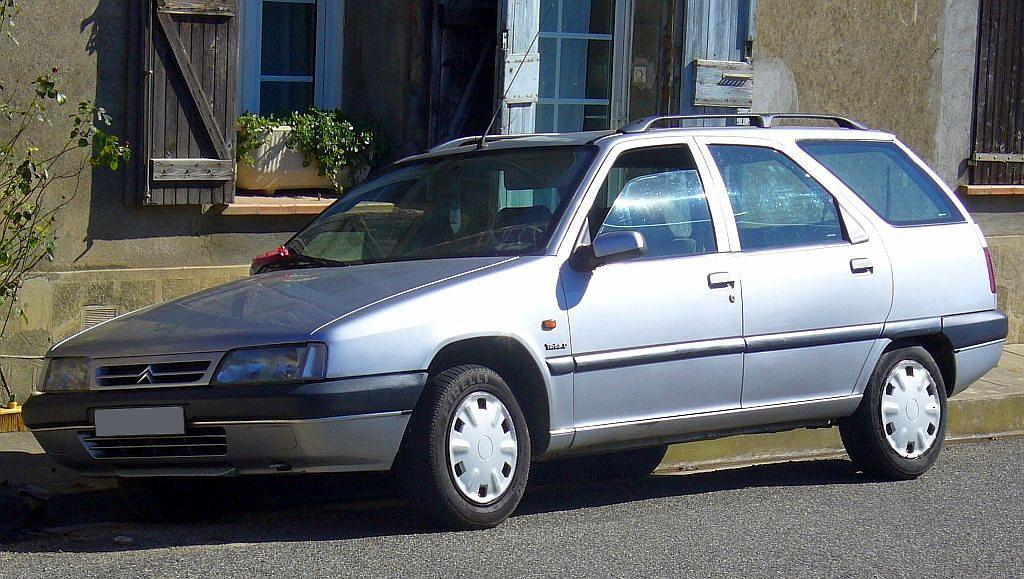
Una ZX Break, con il frontale delle ZX post-restyling

Introdotta durante il 1994, la ZX Break sancisce il ritorno della Casa francese nel segmento delle wagon di fascia medio-bassa, anch'esso trascurato dopo l'uscita di produzione della GSA Break. La vettura era caratterizzata ovviamente dal ridisegnamento della coda in funzione di una più ampia capacità di carico. Il grande portellone posteriore era realizzato in materiale composito e si chiudeva a filo del paraurti, fatto che permetteva un più comodo carico di oggetti ingombranti e/o pesanti. La capacità standard del bagaliaio era di 488 litri, che però poteva essere notevolmente ampliata abbattendo lo schienale posteriore: in questo caso si raggiungevano ben 1.580 litri di capacità massima. Come in molte altre station, anche la ZX disponeva di barre portatutto sul tetto.

Meccanicamente, la ZX Break esordì con motori 1.4 e 1.8 a benzina, più i due 1.9 diesel e turbodiesel. Della berlina vennero ripresi l'impianto frenante e le sospensioni, compreso il retrotreno autodirezionale. Il successo ottenuto fin dall'inizio fu buono, specie in relazione alle vendite generali della vettura, più che buone ma non eccezionali. Tale buon successo di vendite si verificò nonostante la stampa dell'epoca ne criticasse le linee, tutt'altro che accattivanti. La doti di praticità della vettura ebbero quindi la meglio sul fattore puramente estetico.

Con il restyling del 1995, la gamma della ZX Break con l'arrivo del motore 1.6 a benzina, fino a quel momento riservato solo alla berlina, mentre nel 1996 vi fu l'arrivo del 1.8 16v da 110 CV. La produzione della ZX Break terminò all'inizio del 1998, sostituita dalla Xsara Break.

#### Riepilogo caratteristiche
Di seguito vengono riepilogate le caratteristiche delle varie versioni previste per la gamma ZX. I prezzi riportati sono espressi in migliaia di lire e si riferiscono (tranne che nella versione 1.1) al momento del debutto nel mercato italiano ed all'allestimento meno costoso tra quelli previsti in quel momento.
| Modello                | Carrozzeria        | Motore             | Cilindrata cm³     | Alimentazione                                                         | Potenza CV/rpm     | Coppia Nm/rpm      | Cambio/N°rapporti  | Massa a vuoto (kg) | Velocità max       | Acceler. 0–100 km/h | Consumo (l/100 km) | Anni di produzione | Prezzo al debutto in lirex1000 |
| Versioni a benzina     | Versioni a benzina | Versioni a benzina | Versioni a benzina | Versioni a benzina                                                    | Versioni a benzina | Versioni a benzina | Versioni a benzina | Versioni a benzina | Versioni a benzina | Versioni a benzina  | Versioni a benzina | Versioni a benzina | Versioni a benzina             |
| ---------------------- | ------------------ | ------------------ | ------------------ | --------------------------------------------------------------------- | ------------------ | ------------------ | ------------------ | ------------------ | ------------------ | ------------------- | ------------------ | ------------------ | ------------------------------ |
| ZX 1.1                 | berlina            | TU1 F2/K           | 1124               | Carburatore                                                           | 60/5800            | 87.5/3200          | M/5                | 931                | 155                | -                   | 7                  | 1991-92            | -                              |
| ZX 1.1i                | berlina            | TU1M/Z             | 1124               | Iniezione elettronica                                                 | 60/6200            | 87.5/3800          | M/5                | 940                | 161                | -                   | 7.9                | 1993-97            | -                              |
| ZX 1.4                 | berlina            | TU3 F2/K           | 1360               | Carburatore                                                           | 75/5800            | 116/3800           | M/5                | 945                | 172                | 11"9                | 8                  | 1991-92            | 15.803                         |
| ZX 1.4i                | berlina            | TU3JP              | 1360               | Iniezione elettronica                                                 | 75/5500            | 111/3400           | M/5                | 945                | 172                | 13"7                | 7.2                | 1992-97            | 18.682                         |
| ZX 1.4i                | Break              | TU3JP              | 1360               | Iniezione elettronica                                                 | 75/5500            | 111/3400           | M/5                | 1.015              | 165                | 13"7                | 7.2                | 1994-97            | 21.990                         |
| ZX 1.6i                | berlina            | XU5 M3/Z           | 1580               | Iniezione elettronica                                                 | 88/6400            | 132/3000           | M/5                | 995                | 181                | 11"5                | 7.3                | 1991-92            | 19.203                         |
| ZX 1.6i Kat            | berlina            | XU5 M3/Z           | 1580               | Iniezione elettronica                                                 | 88/6000            | 128/3000           | M/5                | 995                | 177                | 13"1                | 7.5                | 1992-97            | 21.337                         |
| ZX 1.6i Kat            | Break              | XU5 M3/Z           | 1580               | Iniezione elettronica                                                 | 88/6000            | 128/3000           | M/5                | 1.070              | 172                | 12"                 | 7.6                | 1995-98            | 26.500                         |
| ZX 1.8i                | berlina            | XU7JP              | 1761               | Iniezione elettronica                                                 | 101/6000           | 153/3000           | M/5                | 1.008              | 188                | 11"3                | 7.3                | 1992-96            | 20.748                         |
| ZX 1.8i                | Break              | XU7JP              | 1761               | Iniezione elettronica                                                 | 101/6000           | 153/3000           | M/5                | 1.090              | 180                | 11"1                | 7.4                | 1994-96            | 26.100                         |
| ZX 1.8i Automatica     | berlina            | XU7JP              | 1761               | Iniezione elettronica                                                 | 101/6000           | 153/3000           | A/4                | 1.048              | 176                | 13"6                | 8.2                | 1993-97            | 25.880                         |
| ZX 1.8 16v             | berlina            | XU7JP4             | 1761               | Iniezione elettronica                                                 | 110/5500           | 155/4250           | M/5                | 1.050              | 195                | 11"3                | 7.3                | 1996-97            | 30.100                         |
| ZX 1.8 16v             | Break              | XU7JP4             | 1761               | Iniezione elettronica                                                 | 110/5500           | 155/4250           | M/5                | 1.093              | 193                | 9"6                 | 7.6                | 1996-98            | 30.000                         |
| ZX 1.9i                | berlina            | XU9JA              | 1905               | Iniezione elettronica                                                 | 130/6000           | 161/4750           | M/5                | 1.055              | 205                | 9"4                 | 8                  | 1991-92            | 22.903                         |
| ZX 1.9i Kat            | berlina            | XU9JA/Z            | 1905               | Iniezione elettronica                                                 | 122/6000           | 142/3800           | M/5                | 1.055              | 201                | 9"7                 | 7.7                | 1992-94            | 25.805                         |
| ZX 1.9i Kat Automatica | berlina            | XU9JA/Z            | 1905               | Iniezione elettronica                                                 | 120/6000           | 150/3000           | A/4                | 1.055              | 200                | 12"3                | 8.5                | 1993               | 27.100                         |
| ZX 2.0i                | berlina            | XU10J2C            | 1998               | Iniezione elettronica                                                 | 121/5750           | 176/2750           | M/5                | 1.104              | 202                | 10"2                | 8.2                | 1992-94            | 25.805                         |
| ZX 2.0 16v             | berlina            | XU10 J4D/Z         | 1998               | Iniezione elettronica                                                 | 152/6500           | 182.5/3500         | M/5                | 1.150              | 220                | 9"4                 | 8.3                | 1992-96            | 28.392                         |
| ZX 2.0 16v             | berlina            | XU10 J4RS          | 1998               | Iniezione elettronica                                                 | 167/6500           | 193/5500           | M/5                | 1.170              | 219                | 8"5                 | 8.6                | 1996-97            | 38.900                         |
| Versioni diesel        |                    |                    |                    |                                                                       |                    |                    |                    |                    |                    |                     |                    |                    |                                |
| ZX 1.9 D               | berlina            | XUD9/Z             | 1905               | Iniezione indiretta + Pompa rotativa                                  | 64/4600            | 118/2000           | M/5                | 1.035              | 161                | 18"5                | 5.7                | 1993-95            | 21.800                         |
| ZX 1.9 D               | berlina            | XUD9/Z             | 1905               | Iniezione indiretta + Pompa rotativa                                  | 68/4600            | 120/2000           | M/5                | 1.035              | 167                | 16"1                | 5.7                | 1995-97            | 25.350                         |
| ZX 1.9 D               | Break              | XUD9/Z             | 1905               | Iniezione indiretta + Pompa rotativa                                  | 64/4600            | 118/2000           | M/5                | 1.090              | 158                | 18"8                | 5.9                | 1994-95            | 24.350                         |
| ZX 1.9 D               | Break              | XUD9/Z             | 1905               | Iniezione indiretta + Pompa rotativa                                  | 68/4600            | 120/2000           | M/5                | 1.090              | 160                | 16"6                | 6                  | 1995-98            | 25.600                         |
| ZX 1.9 TD              | berlina            | XUD9 TE/L          | 1905               | Iniezione indiretta + pompa rotativa + turbocompressore e intercooler | 92/4000            | 196/2200           | M/5                | 1.102              | 183                | 12"                 | 6.2                | 1993-97            | 25.900                         |
| ZX 1.9 TD              | Break              | XUD9 TE/L          | 1905               | Iniezione indiretta + pompa rotativa + turbocompressore e intercooler | 92/4000            | 196/2200           | M/5                | 1.150              | 177                | 12"5                | 6.3                | 1994-98            | 28.800                         |

## La ZX sul mercato cinese

### Citroën Fukang

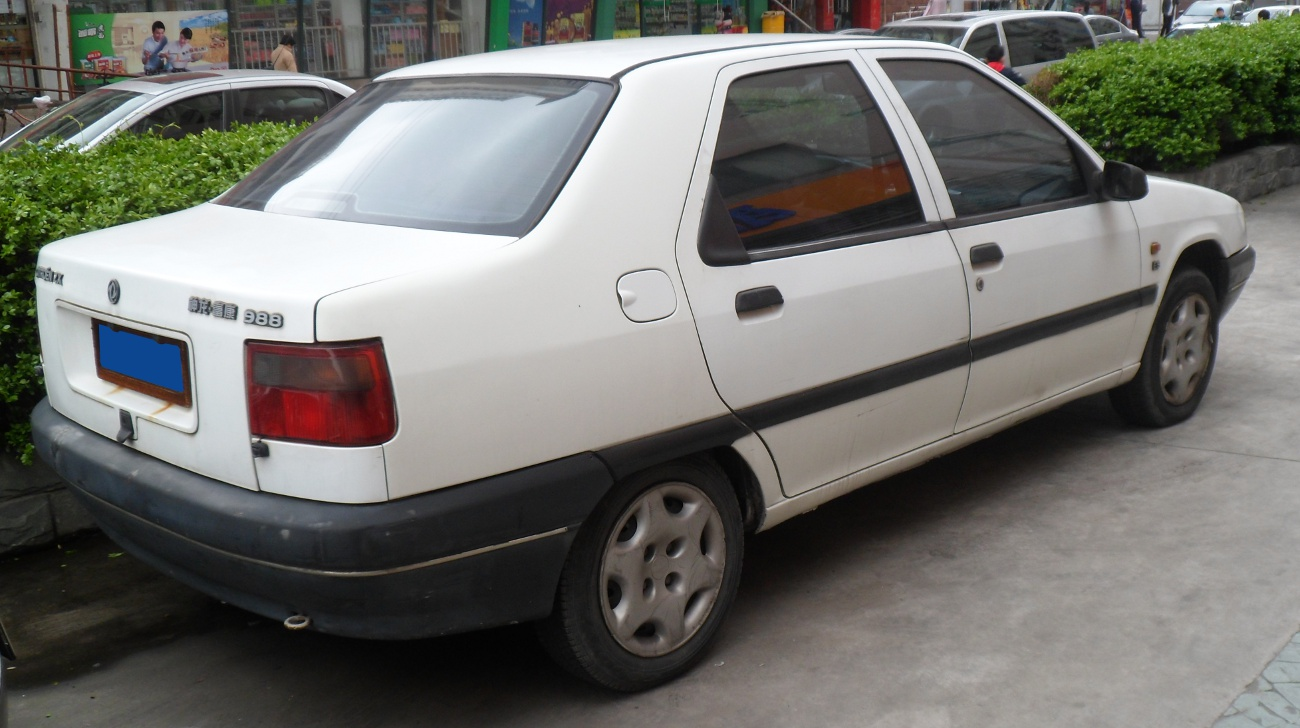
Una Citroën Fukang

La ZX fu proposta anche nel mercato cinese con il nome di Fukang, con carrozzeria a due o tre volumi e a quattro o cinque porte, e con il nome di Elysee, simile alla Fukang tre volumi, ma in allestimento più lussuoso e con frontale ridisegnato. Entrambi i modelli furono prodotti dalla Dongfeng Peugeot-Citroën Automobiles, una joint venture tra il Gruppo PSA e la Dongfeng, una Casa automobilistica cinese.
La Fukang venne lanciata nel 1992 nel mercato cinese, ed era in tutto e per tutto simile alle ZX europee, tranne che nella calandra, la quale già anticipava quanto sarebbe avvenuto da noi con il restyling del 1995. Inizialmente proposta come berlina a due volumi, la Fukang fu in seguito commercializzata anche come berlina a 3 volumi e 4 porte, un modello mai importato in Europa. I motori erano un 1.4 a carburatore, un 1.4 ad iniezione ed un 1.6 sempre ad iniezione.
La produzione della Fukang 5 porte termina nel 2008.

### Citroën Elysée e C-Elysée
Successivamente la Fukang venne pesantemente ristilizzata e sostituita nel 2002 dalla Elysée per cambiare denominazione in C-Elysée nel 2008.

## Attività sportiva

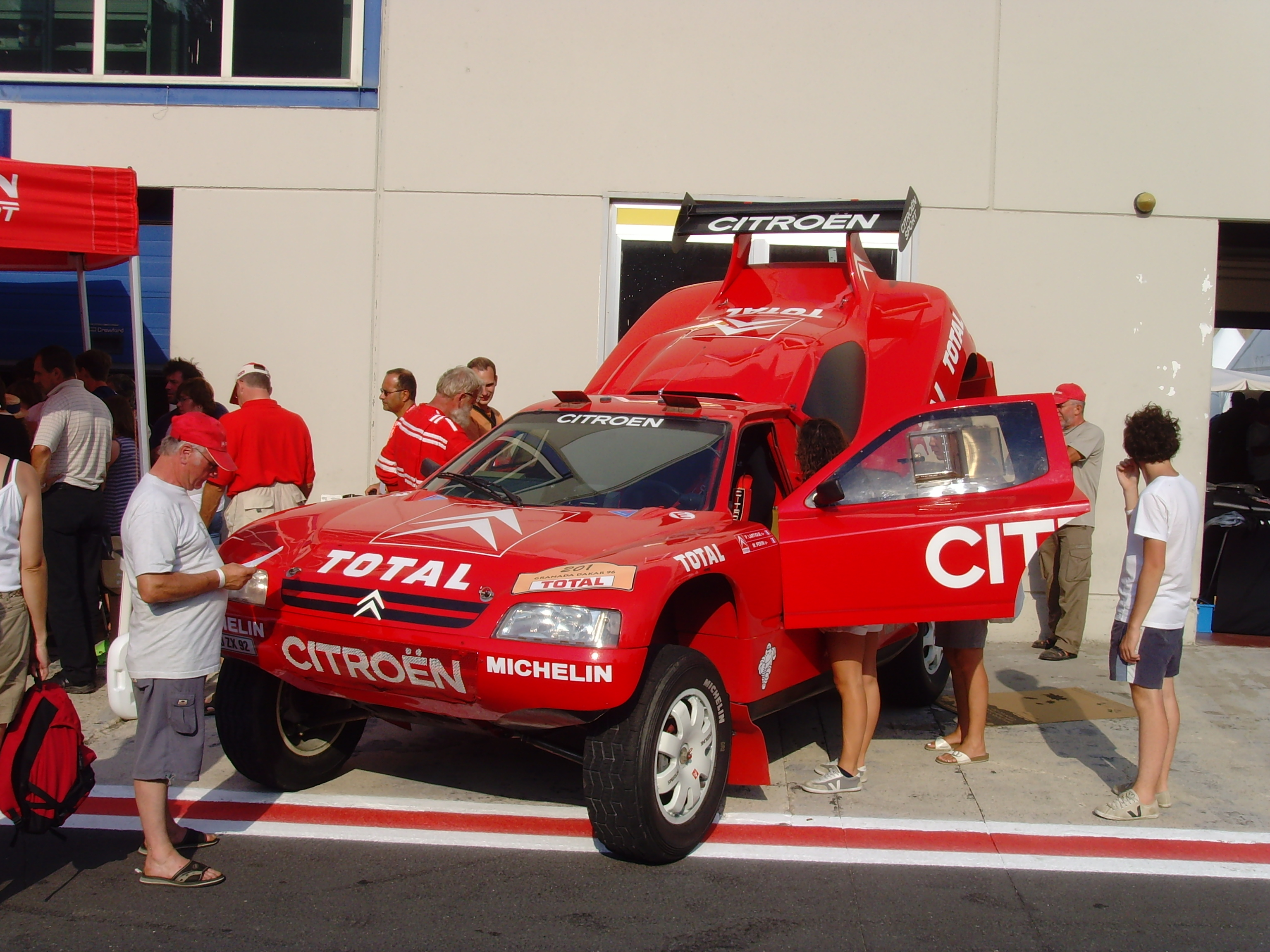
Citroën ZX Grand Raid

La Citroën ha gareggiato con un programma sportivo ufficiale nei rally raid dal 1990 al 1997 schierando la Citroën ZX Grand Raid (o Rallye Raid), per mezzo della quale ha ottenuto numerosi successi in campo sportivo, fra cui 36 vittorie su 42 gare. Prima ancora della commercializzazione della ZX stradale, fu realizzata questa variante da corsa, un prototipo a 4 ruote motrici basato sul telaio e la meccanica della Peugeot 405 Turbo 16, con carrozzeria in kevlar e fibra di carbonio che riprendeva a grandi linee le fattezze esteriori di una normale ZX stradale. Il debutto di questa versione avvenne il 20 luglio 1990 (quindi molto tempo prima che la ZX stessa venisse commercializzata) al Rally della Baja Aragon, in Spagna, con due prototipi schierati, che si aggiudicarono il primo e secondo posto, grazie a piloti del calibro di Vatanen e Ickx. Al Rally dei Faraoni, nell'ottobre dello stesso anno, Vatanen finì quarto, mentre l'anno successivo la Rally Raid conquistò due primi posti, un secondo posto e due terzi posti. Nel 1991 Ari Vatanen vince la Parigi-Tripoli-Dakar e Pierre Lartigue vince la Baja Aragon. Grandi vittorie ed ottimi piazzamenti anche nel 1992 e nel 1993, con vittorie ed altri ottimi piazzamenti al secondo e terzo posto in diverse gare, ottenendo nel 1993 la vittoria nella Coppa del mondo rally raid. Il 1994 fu uno degli anni più ricchi di risultati: primo posto alla Parigi-Dakar, secondo e terzo posto nel Rally di Tunisia, primo posto al Rally dell'Atlante, in Portogallo, in Italia ed in Grecia, rivince la coppa del mondo. Nel 1995 e nel 1996 si riconferma vittoriosa sia alla Dakar sia nella coppa del mondo.
Anche nel 1997, la Rally Raid fece incetta di vittorie e conquistò per l'ultima volta la coppa del mondo, dopo di che la Citroën Sport si ritirò dalla categoria. Gli artefici principali di queste gran vittorie durante tutti questi anni furono gli equipaggi Vatanen/Gallagher e Lartigue/Perin. Durante questo periodo d'oro dal punto di vista sportivo la Citroën conquistò ben cinque titoli mondiali.